# Mimata
Mimata (japanska: 三股町?, Mimata-chō) är en landskommun (köping) i Miyazaki prefektur på ön Kyūshū i södra Japan. 